# Krzysztof Maria Załuski
Krzysztof Maria Załuski (hr. Junosza, ur. 9 marca 1963 w Gdańsku) – polski prozaik, dramaturg, publicysta, eseista, dziennikarz, wydawca i manager.

## Życiorys
Urodził się w Gdańsku w 1963 r. Absolwent politologii na Uniwersytecie Gdańskim. Od 1987 do 2004 przebywał za granicą, najpierw w Wielkiej Brytanii, potem w Niemczech. Był członkiem Związku Pisarzy Polskich na Obczyźnie. Od 2001 należy do Stowarzyszenia Pisarzy Polskich. Jest także członkiem Stowarzyszenia Dziennikarzy Polskich oraz Polskiego Towarzystwa Ziemiańskiego.
Debiutował w 1980 opowiadaniem w Polskim Radio Gdańsk. Wydał cztery książki w języku polskim: zbiór opowiadań „Tryptyk bodeński” (Man Gala Press, Sopot 1996), dwie powieści: „Szpital Polonia” (Obserwator, Poznań 1999) i „Wypędzeni do raju / Aussiedlerblues” (Maszoperia Literacka, Gdańsk 2010) oraz tomik opowiadań „Imigranci” (Oskar 2015). Na motywach „Aussi” – jednego z opowiadań „Tryptyku bodeńskiego”, Telewizja Polska zrealizowała film „Wszyscy jesteśmy obcy” (reż. Krzysztof Magowski, seria „Współczesna proza polska”, 1996). W 2000 ukazała się także niemiecka edycja debiutanckiego zbioru – „Bodensee Triptychon” (Dr. Tibor Schäfer Verlag, Herne 2000, przekład Henryk Bereska i Agnieszka Grzybowska).
W latach 1992–1998 redagował i wydawał kwartalnik literacko-artystyczny „Bundesstraße 1”, współpracował także z szeregiem pism w Niemczech i Polsce. Publikował w rozgłośniach radiowych i prasie w Polsce, Niemczech, Holandii, Szwajcarii i Kanadzie, m.in. w „Do Rzeczy” „Życiu”, „Twórczości”, „Przeglądzie politycznym”, „Czasie kultury” i „Zarysie”, „Kurierze – WNET”. Jego teksty zamieszczane były także w antologiach „Zwischen den Linien” i „Lekcja pisania”. Jest również współredaktorem i uczestnikiem dwóch antologii współczesnej polskiej literatury („Napisane w Niemczech – antologia / Geschrieben in Deutschland – Anthologie” oraz „Neue Geschichten aus der Pollakey – Anthologie zeitgenössischer polnischer Prosa”), które ukazały się w 2000 w Niemczech.
W 2000 r. reprezentował Polskę na Międzynarodowych Targach Książki we Frankfurcie. Załuski jest również autorem dwóch dużych projektów kulturalnych: „Dni Gdańskiej Kultury nad Jeziorem Bodeńskim” (w ramach Festiwalu Kultury Polskiej nad Jeziorem Bodeńskim – Friedrichshafen 1998) oraz „Dni Młodej Polskiej Literatury (we współpracy z Urzędem Kultury Miasta Singen – 1998)”.
Od marca 2006 do grudnia 2014 kierował Pomorską Gazetą Opinii „Riviera”. Pismo to w styczniu 2015 otrzymało Honorowe wyróżnienie Nagrody im. Aleksandra Milskiego, przyznawane przez Stowarzyszenie Dziennikarzy Polskich redakcjom mediów lokalnych za podejmowanie tematów ważnych dla ich społeczności.
W 2015 miał startować w wyborach parlamentarnych z „jedynki” listy ruchu Kukiz’15 (okręg nr 25). Ostatecznie zrezygnował jednak z ubiegania się o mandat poselski. W marcu 2016 r. został prezesem Fundacji Energa, a w kwietniu tego samego roku dyrektorem Biura Prasowego Energa S.A. W maju 2017 przeszedł do gdańskiego oddziału Telewizji Polskiej, gdzie pełnił funkcję kierownika Wydziału Programów Informacyjnych TVP 3 Gdańsk.
Mieszka w Trójmieście.

## Twórczość

### Książki
- „Tryptyk bodeński”. Sopot: Man Gala Press 1996.
- „Szpital Polonia”. Poznań: Obserwator 1999.
- Bodensee Triptychon”. Przekład: Agnieszka Grzybkowska i Henryk Bereska. Herne: Tibor Schäfer Verlag 2000.
- „Wypędzeni do raju”. Gdańsk, Maszoperia Literacka 2010.
- „Imigranci. Opowieści nie tylko dla Niemców”; Gdańsk; Wydawnictwo Oskar 2015
- "Bagnisko". Warszawa, Wyd. Capital 2024

### Antologie
- „Almanach literacki Bundesstraße 1”. Dortmund: Grupa „b1” 1993.
- „Lekcja pisania”. Czarne: Wyd. Czarne 1998.

### Wybrane tłumaczenia na język niemiecki
- „Das Jahr 1994”. (cykl 12 opowiadań). Przekład: Henryk Bereska. „Zwischen den Linien, Eine polnische Anthologie”. Hannover: Postskriptum Verlag 1996.
- „Bodensee Triptychon”. Przekład: Agnieszka Grzybkowska i Henryk Bereska. Herne: Tibor Schäfer Verlag 2000.
- „Hospital Polonia”. (fragmenty). Przekład: Judith Arlt. „Napisane w Niemczech – antologia / Geschrieben in Deutschland – Anthologie”. Jestetten / Köln: b1 Verlag / Ignis e.V. 2000.
- „Ségolène”. (fragment). Przekład: Michael Steinhilper i Judith Arlt. „Neue Geschichten aus der Pollakey – Anthologie zeitgenössischer polnischer Prosa”. Jestetten / Berlin: b1 Verlag / Humboldt Universität 2000.
- „Aussiedlerblues” (fragment). Przekład: Agnieszka Grzybowska „Zarys – Kulturmagazin” nr 9, Messel 2010.